# Hanni & Nanni 2
Hanni & Nanni 2 ist die Fortsetzung der deutschen Jugendfilm-Komödie Hanni & Nanni von 2010 und basiert ebenso wie diese auf Enid Blytons bekannter Kinderbuchreihe Hanni und Nanni.

## Handlung
Das neue Schuljahr für Hanni und Nanni im Internat Lindenhof hat es in sich: Ihre Cousine Elisabeth (meist Lilly gerufen) geht nun auch auf das Internat und eine der drei neuen Schülerinnen soll eine Prinzessin sein. Mademoiselle Bertoux wiederum freut sich über den Besuch ihres Neffen Philippe. Wie nicht anders zu erwarten, mischt der hübsche Franzose das Mädcheninternat ganz schön auf. Und dann wird es auch noch richtig abenteuerlich: Die Prinzessin soll entführt werden. Dennoch bleibt die Identität der Prinzessin lange Zeit unerkannt. Als sich nach aufregenden Fechtkämpfen, einem riesigen Chaos im Schloss und der Trennung der Eltern der Zwillinge das Geheimnis lüftet, sind die Entführer den Protagonistinnen und der Prinzessin bereits auf der Spur. Doch noch bevor sie etwas unternehmen können, haben Wilma alias Frau Goethe, die sich bis dahin als Deutsch-Lehrerin ausgegeben hat, und ihr Komplize Roland, Nanni bereits im Visier. Schließlich kommt es zu einem spannenden Finale, in dem sich Georg und Jule Sullivan, Hanni und Nannis Eltern, wieder näherkommen.

## Kritik
„Sehr frei nach Enid Blytons klassischer Mädchenbuch-Serie über die Internatsabenteuer zweier Zwillinge gestrickter Fortsetzungsfilm. Fernab der Realität von Heranwachsenden zeichnet der Film eine Wohlfühlwelt, in der sich alle Schwierigkeiten in Harmonie auflösen und sich Casting-Show-Phrasen mit harmlosen Klamauk-Nummern abwechseln. Während die Nebenfiguren auf ihre Marotten und Ticks reduziert werden, bleiben die Hauptfiguren kontur- und farblos.“

„Auch in diesem Nachfolger von Julia von Heinz ("Was am Ende zählt") werden wieder fröhlich Pseudo-Problemchen gewälzt. Nachdem der Vorläufer trotz seiner Bedeutungslosigkeit recht erfolgreich war, war es nur eine Frage der Zeit, wann der zweite Teil kommen würde. Fans der Bestseller kommen hier vielleicht auf ihre Kosten, alle anderen dürften vor Langeweile bald eingeschlafen sein.“

## Hintergrund
- Anders als im Vorgänger spielt diesmal Jana Münster „Hanni“ und Sophia Münster „Nanni“.
- Während des Filmes versucht sich Lilly (Luisa Spaniel) als Sängerin. Am Ende des Abenteuers tritt sie mit der Sängerin LaFee mit dem Lied Zeig Dich! auf.
- Kinostart in Deutschland war am 17. Mai 2012.

## Auszeichnungen
Hanni & Nanni 2 erhielt beim 20. Deutschen Kinder-Medien-Festival Goldener Spatz 2012 den Preis der Kinderjury in der Kategorie Kino-/Fernsehfilm.
Die Deutsche Film- und Medienbewertung FBW in Wiesbaden verlieh dem Film das Prädikat wertvoll.

## Fortsetzungen
Am 12. Juli 2012 begannen die Dreharbeiten für Hanni & Nanni 3, der am 9. Mai 2013 in die deutschen und österreichischen Kinos kam.